# Charles Williams-Wynn (1775-1850)
Charles Watkin Williams-Wynn (9 octobre 1775 - 2 septembre 1850) est un homme politique britannique du début au milieu du XIXe siècle. Il occupe des postes dans les administrations conservatrices et whig et est Doyen de la Chambre de 1847 à 1850.

## Biographie
Né dans une ancienne et grande famille galloise, il est le deuxième fils de Watkin Williams-Wynn (4e baronnet), de sa deuxième épouse Charlotte Grenville, fille du Premier ministre George Grenville. Son arrière-arrière-grand-père, William Williams (1er baronnet), est président de la Chambre des communes de 1680 à 1685. Du côté maternel, il est le neveu de William Grenville (1er baron Grenville) et George Nugent-Temple-Grenville (1er marquis de Buckingham) et le cousin de Richard Temple-Nugent-Brydges-Chandos-Grenville (1er duc de Buckingham et Chandos). Williams-Wynn fait ses études privées, à la Westminster School et à Christ Church, Oxford. Il est appelé au barreau de Lincoln's Inn, en 1798. À Westminster School Williams-Wynn fzit la connaissance du poète Robert Southey, qu'il soutient plus tard financièrement.

## Carrière politique
En 1797, il est élu au parlement pour le tristement célèbre Bourg pourri de Old Sarum, où il succède à Richard Wellesley. Il démissionne de son poste en 1799, alors qu'il est élu pour le Montgomeryshire, circonscription qu'il représente pour les 51 années suivantes. En 1806, il est nommé sous-secrétaire d'État au ministère de l'Intérieur du Ministère de tous les talents dirigé par son oncle Lord Grenville. Il reste à ce poste jusqu'à la chute du gouvernement l'année suivante. Il est un membre actif du parlement et a une autorité sur la procédure de la Chambre des communes. Cela le conduit à être présenté au poste de président de la Chambre des communes en 1817. Cependant, il est battu par Charles Manners-Sutton (1er vicomte Canterbury). À la fin des années 1810, il est à la tête d'un groupe de députés qui tentent d'instaurer un Tiers parti à la Chambre des communes, agissant au nom de son cousin, Lord Buckingham. Cependant, le tiers parti ne s'est jamais matérialisé et le groupe a plutôt rejoint les conservateurs.
En janvier 1822, il est admis au Conseil privé et nommé président du conseil de contrôle, siégeant au cabinet, au sein du gouvernement conservateur du comte de Liverpool. Il occupe également ce poste dans les administrations de George Canning et de Lord Goderich. Cependant, lorsque le duc de Wellington devient premier ministre en 1828, aucun poste au sein du gouvernement ne lui est proposé.
Cela le pousse dans l'opposition et lorsque les Whigs arrivent au pouvoir en novembre 1830 sous Lord Grey, il est nommé secrétaire à la guerre, même s'il ne siège pas au cabinet. Il reste à ce poste jusqu'en avril de l'année suivante et n'occupe aucun autre poste pendant les trois années restantes du gouvernement Whig. En 1834, les conservateurs reprennent leurs fonctions sous Robert Peel et il est nommé Chancelier du duché de Lancastre, mais à nouveau, n'est pas membre du cabinet. Le gouvernement de Peel tombe en avril 1835 et il n’a plus jamais repris de fonctions gouvernementale. Cependant, il aurait rejeté à trois reprises le poste de gouverneur général de l'Inde. Il demeure député de Montgomeryshire jusqu'à sa mort et, de 1847 à 1850, il est père de la Chambre des communes. À sa mort, il est le dernier député du XVIIIe siècle encore au Parlement.
Il est élu premier président de la Royal Asiatic Society de 1823 à 1841 et membre de la Royal Society en 1827.

## Famille
Il épouse Mary Cunliffe, fille de Foster Cunliffe (3e baronnet) (en), en 1806. Ils ont sept enfants, deux fils et cinq filles. Sa fille aînée, Charlotte Williams-Wynn (en), est une célèbre diariste. son fils, également nommé Charles Williams-Wynn (1822-1896), est également député. Williams-Wynn décède en septembre 1850, à l'âge de 74 ans.